# 施瓦茨三角形
在幾何學中，施瓦茨三角形（英語：Schwarz triangle）是一個球面三角形，可用於球面鑲嵌，透過在其邊緣反射，但是可能會重疊。他們被歸類於施瓦茨1873。
施瓦茨三角形除了可以定義在球面之外，也可以定義於歐幾里得平面或雙曲面，而做成便面鑲嵌或雙曲面鑲嵌。在球面上的每個施瓦茨三角形定義了一個有限群，而在歐氏或雙曲平面，則會定義出一個無限群。
施瓦茨三角形是由三個有理數(p q r)來代表每個頂點的角度。值n/d表示的頂角為半圓的d/n，“2”表是一個直角。若p、q、r皆為整數，則將其稱為莫比烏斯三角形（英語：Möbius triangle）並且對應於一個沒有重疊的鑲嵌，其對稱群稱為一個三角群。在球面移共有3個莫比烏斯三角形加一個單參數族；在歐氏平面上有三個莫比烏斯三角形；而在羅氏雙曲空間中有三個參數族的莫比烏斯三角形，並沒有特例。

## 空間
施瓦茨三角形所屬的空間取決於其p、q、r值：
{\displaystyle {\frac {1}{p}}+{\frac {1}{q}}+{\frac {1}{r}}\quad {\begin{cases}>1&\implies {\text{球 面}}\\[2pt]=1&\implies {\text{歐 氏 平 面}}\\[2pt]<1&\implies {\text{羅 氏 平 面 （雙 曲 面）}}\end{cases}}}

## 圖形表示
施瓦茨三角形可以用三角圖來表示。每個節點表示施瓦茨三角形的邊（鏡射）。每條邊是由相應的反射階數合理的數值標示，即π/頂點角。
| Schwarz triangle (p q r) on sphere | Schwarz triangle graph |

2階邊代表垂直於鏡射，可以在該圖中被忽略。在考克斯特 - 迪肯符號表示三角形圖中會隱藏2階邊。
考克斯特組可用於更簡單的符號，如(p q r)的循環圖，(p q 2) = [p,q](直角三角形)，和(p 2 2) = [p]×[]。

## 外部連結
- 埃里克·韦斯坦因. . MathWorld.
- Klitzing, Richard. . bendwavy.org.